# Kommunalwahlen in Hessen 1946
Die Kommunalwahlen in Hessen 1946 fanden von Januar bis Mai 1946 statt und waren die ersten demokratischen Wahlen nach dem Ende der NS-Diktatur.

## Allgemeines
Die Parteien hatten nur eine kurze Zeit der Vorbereitung auf diese Wahlen. Seit Mitte 1945 hatten sich die ersten lokalen Parteigliederungen gegründet. Die erste Partei, die eine Zulassung durch die amerikanischen Besatzungsbehörden auf Landesebene erhielt, war am 13. Dezember 1945 die KPD Hessen. Durch die kurze Zeitspanne waren die Parteien nicht in der Lage, flächendeckend mit eigenen Kandidaten anzutreten. Auch verfügten die eingesetzten Bürgermeister und Landräte über eine gute Ausgangsposition, da mögliche Gegenkandidaten keine Zeit hatten, sich bekannt zu machen. Hierdurch lag der Anteil an parteilosen Bürgermeistern nach der Wahl überdurchschnittlich hoch.
Die Wahldurchführung entsprach grundsätzlich demokratischen Prinzipien, obwohl sie unter Besatzungsrecht durchgeführt wurden. Parteien und Kandidaten bedurften der Zustimmung der amerikanischen Besatzungsbehörden. Diese Zustimmung wurde auch erteilt, soweit die Kandidaten nicht durch ihre Tätigkeit in der Zeit des Nationalsozialismus belastet waren. Funktionäre der NSDAP und deren Organisationen sowie andere belastete Personen besaßen kein Wahlrecht.
Für die Wahl war eine Sperrklausel von 15 Prozent vorgeschrieben, wodurch die beiden großen Parteien, die SPD Hessen und die CDU Hessen, leicht bevorzugt waren.
Alle Parteien verfügten über die Möglichkeit, über eigene Publikationen Wahlkampf zu betreiben. Eine Bevorzugung einzelner Parteien durch die Zuteilung von Papierkontingenten und Druckkapazitäten, wie dies bei den Landtagswahlen in der SBZ 1946 erfolgte, fand in Groß-Hessen nicht statt.
Die Organisation der Wahlen war durch den massiven Zuzug von Flüchtlingen aus den deutschen Ostgebieten erschwert.

## Gemeindewahlen
Als erster Schritt erfolgten im Januar 1946 die Wahlen zu den Gemeinderäten. Diese wurden in 17 Landkreisen am 20. Januar und in den restlichen 22 Landkreisen am 27. Januar durchgeführt. Die Bevölkerung nahm die Möglichkeit der demokratischen Wahl umfassend an, die Wahlbeteiligung erreichte mit 84,9 Prozent einen bei Kommunalwahlen in Hessen niemals wieder erreichten Höchstwert.
| Partei     | Wahl- vorschläge | Ergebnis in % | Sitze in % | Bürgermeister- posten in % |
| ---------- | ---------------- | ------------- | ---------- | -------------------------- |
| SPD        | 1497             | 44,5          | 45,0       | 38,0                       |
| CDU        | 967              | 31,0          | 30,0       | 15,0                       |
| KPD        | 406              | 5,7           | 2,1        | 1,1                        |
| LDP        | 101              | 2,7           | 2,3        | 1,7                        |
| Andere     | 1203             | 16,0          | 0,6        | 0,5                        |
| Parteilose |                  |               | 20,0       | 43,7                       |

## Kreistagswahlen
Im April 1946 folgten die Wahlen zu den Kreistagen. Hierbei waren die Chancen der kleineren Parteien wesentlich besser, da die breite Aufstellung in den einzelnen Orten nicht mehr so wesentlich war. Diese Wahlen waren daher deutlich besser geeignet, ein Stimmungsbild über die politische Landschaft und die Stärke der Parteien zu geben.
Die Wahlbeteiligung in den 39 Kreisen lag mit 75,5 Prozent unter dem Rekordwert der Januarwahlen, bestätigte aber das hohe Interesse der Bevölkerung an den Wahlen.
| Partei | Teilnahme (Kreise) | Ergebnis in % | Sitze | Sitze in % |
| ------ | ------------------ | ------------- | ----- | ---------- |
| SPD    | 39                 | 44,1          | 539   | 50,0       |
| CDU    | 38                 | 38,0          | 446   | 41,4       |
| KPD    | unbek.             | 8,3           | 11    | 1,0        |
| LDP    | 23                 | 6,2           | 43    | 4,0        |
| Andere | unbek.             | 3,4           | 39    | 3,6        |

## Kreisfreie Städte
Im Mai folgte als letzter Schritt die Kommunalwahl in den neun kreisfreien Städten. Die Wahlbeteiligung lag mit 75,5 Prozent exakt auf dem Niveau der Kreistagswahlen.
Kumuliertes Ergebnis in den kreisfreien Städten:
| Partei | Prozent |
| ------ | ------- |
| SPD    | 41,2    |
| CDU    | 34,5    |
| KPD    | 11,5    |
| LDP    | 9,8     |
| Andere | 2,9     |

Für die Ergebnisse in ausgewählten hessischen Städten siehe:
- Darmstadt
- Frankfurt am Main
- Fulda
- Kassel
- Offenbach am Main
- Wiesbaden